# 리비아역
리비아역(이탈리아어: Libia) 또는 예전에 계획된 이름인 리비아 / 곤다르 역(이탈리아어: Libia/Gondar)은 로마 지하철 B선의 지선인 B1선의 역이다.
이 역은 리비아 대로 (viale Libia)의 팔롬바나 사비나 광장 (piazza Palombana Sabina)에 위치해 있다.지하철역과 가까운 거리에 라치오 지역 철도 FR1을 탈 수 있는 노멘타나 역이 있다.

## 역사
2005년 11월부터 역 공사가 시작되었고, 2011년을 끝으로 공사가 완료되었다. 이후 2012년 6월 13일부터 운행을 시작했다.

## 시설
이 역에는 다음과 같은 시설이 있다.
- 매표기
- 장애인 전용 승차시설
- 엘레베이터
- 에스컬레이터
- 역 감시카메라 (CCTV)
- 스낵 및 음료 자판기
- ATAC 버스 정류장
- 열차 출발/도착 안내 및 광고 스피커
- SOS 시설

## 역 근처
트리에스테 구에 위치한 작은 공항 근처에는 기념물과 건물이 많다.
소위 세디아 딜 디아블로 (Sedia del Diavolo,→악마의 의자)라고 불리는 엘리우스 칼리스티우스의 무덤은 고대 로마의 건축물로, 노멘타나 가의 정류장에서 쉽게 찾아가볼 수 있다. 또한 20세기에 지어진 종교 건축물인 산타 에메렌치아나 교회와 산타 마리아 고레티 교회 두 곳 모두 정류장을 이용하면 어렵지 않게 찾아갈 수 있다.
마지막으로 공항 근처의 비르질리아노 공원 (네모렌세 공원 또는 비아 네모렌세 공원이라고도 함)과 리비아 대로의 쇼핑구역에 더 쉽게 찾아갈 수 있다.